# カムラン・ヴァッファ

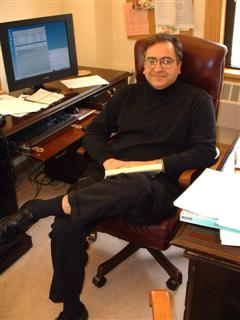
カムラン・ヴァッファ

カムラン・ヴァッファ（Cumrun Vafa，1960年8月1日 - ）は、イラン出身の理論物理学者。専門は素粒子論。
マサチューセッツ工科大学（MIT）を卒業。1985年にプリンストン大学でPh.D.を取得。1990年からハーバード大学教授。

## 主要な業績
- アンドリュー・ストロミンガーとともにブラックホールのエントロピーの表式を超弦理論におけるソリトンであるDブレーンを用いて統計力学的に導出した。
- Gopakumarとともに3次元Calabi-Yau多様体とグロモフ・ウィッテン不変量についての研究。
- Seiberg-Witten prepotentialをCalabi-Yau多様体の Gromov-Witten不変量によって定義した。これはMirror対称性予想にも貢献した。
- ロベルト・ダイクラーフとともにDijkgraaf-Vafa理論を提唱した。
- エドワード・ウィッテンとともVafa-Wittenの定理を提唱した。

## 受賞歴
- 2008年 - ICTPのディラック賞
- 2016年 - ハイネマン賞数理物理学部門
- 2017年 - 基礎物理学ブレイクスルー賞

## 著書
- 「宇宙を解くパズル」大栗博司監訳、水谷淳訳、講談社ブルーバックス 2022年